# Örn Arnarson
Örn Arnarson (ur. 31 sierpnia 1981 w Reykjavíku) – reprezentant Islandii w pływaniu, specjalista od wyścigów stylem grzbietowym.